# Victor Ambros
Victor Ambros (ur. 1 grudnia 1953 w Hanover w stanie New Hampshire) – amerykański biolog molekularny, razem z Garym Ruvkunem współlaureat Nagrody Nobla w dziedzinie fizjologii lub medycyny. W 2014 roku był jednym z laureatów Nagrody Wolfa w dziedzinie medycyny.

## Życiorys
Urodził się 1 grudnia 1953 r. w Hanover w New Hampshire jako jedno z ośmiorga dzieci. Jego ojciec Longin Ambros urodził się w 1923 r. w Dorgiszkach w powiecie oszmiańskim, w województwie wileńskim. W latach 1937-1938 uczęszczał do Gimnazjum im. Króla Zygmunta Augusta w Wilnie. W czasie II wojny światowej został deportowany do III Rzeszy. Jako robotnik przymusowy pracował od 27 maja 1942 r. w Hesji, od 4 czerwca 1942 r. w Steinheim am Main(dzielnica Hanau)/Offenbach, a następnie przebywał w Dudenhofen. Po wyzwoleniu przez Amerykanów nauczył się mówić po angielsku i w 1946 r. wyemigrował do USA. Wraz z żoną Clarą Brown prowadził farmę w stanie Vermont. 
W wieku 8-9 lat Victor chciał zostać zawodowym graczem w baseball, ale potem pod wpływem ojca zaczął interesować się nauką. W wieku 12 lat chciał zostać astronomem, gdy przeczytał historię Clyde’a Tombaugha, odkrywcy Plutona. Wówczas rodzice kupili mu zabawkowy teleskop.
Całe życie zawodowe związany był z Nową Anglią. Po szkole średniej podjął studia na Massachusetts Institute of Technology, gdzie w 1975 r. uzyskał licencjat z nauk o przyrodzie, a w 1979 r. obronił na tej samej uczelni doktorat z biologii. Staż podoktorski odbył u Roberta Horvitza na MIT. W 1984 r. przeniósł się na Harvard University, a w 1992 r. do Dartmouth College. W 2007 r. został wybrany do Narodowej Akademii Nauk USA. Rok później przeniósł się do szkoły medycznej Uniwersytetu Massachusetts w Worcester.
7 października 2024 roku Komitet Noblowski docenił wkład Ambrosa i Ruvkuna w odkrycie mikroRNA i jego roli w potranskrypcyjnej regulacji ekspresji genów.